# Spelfigur
En spelfigur är en figur i ett spel, till exempel ett datorspel, ett figurspel eller ett rollspel. I brädspel används i allmänhet mindre komplexa spelpjäser. Spelfiguren styrs antingen av en spelare eller, i datorspel, av datorn. Till skillnad från en avatar är en spelfigur lika för alla spelare. Det finns spel där spelaren sätts in i rollen som en förutbestämd spelfigur och det finns spel där spelaren kan välja en av flera spelfigurer.

## Typer av spelfigurer
- Boss

## Kända spelfigurer
- Lara Croft
- Sonic the Hedgehog
- Super Mario